# 六甲增一
鹿豹座BN，又名BD+73 274，HD 32650、SAO 5455、HR 1643，是鹿豹座的一颗恒星，视星等为5.43，位于銀經138.39，銀緯19.58，其B1900.0坐标为赤經4h 59m 45.3s，赤緯+73° 19.58′ 4″。